# Lasioglossum huttoni
Lasioglossum huttoni là một loài Hymenoptera trong họ Halictidae. Loài này được Cameron mô tả khoa học năm 1900.